# Novo Sudão

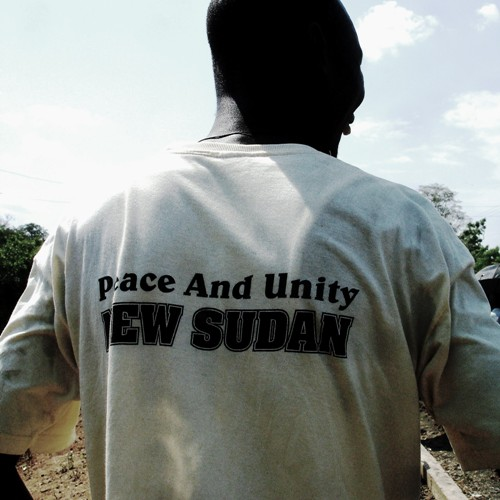
Amingo, uma ex-criança-soldado no que era então o Sul do Sudão para o SPLA, vestindo uma camiseta com o slogan "Novo Sudão" do líder do SPLA, John Garang, por um Sudão unido na diversidade.

Novo Sudão é um conceito para a reestruturação do Estado sudanês proposto pelo Movimento / Exército Popular de Libertação do Sudão. O manifesto original do M/EPLS descreveu o "Novo Sudão" como a proposta de um Estado sudanês unido e secular.  A visão do "Novo Sudão" foi desenvolvida pelo sr. John Garang, que defendia o "Novo Sudão" como um Estado democrático e pluralista. 
A Convenção Nacional do Novo Sudão de 1994 (organizada pelo M/EPLS) redefiniu o "Novo Sudão" como um sistema de governança para as regiões sob controle do M/EPLS.  Depois da morte de John Garang em 2005 e da independência do Sudão do Sul em 2011, o discurso do Novo Sudão tornou-se um traço menos proeminente na política sudanesa.